# Сід Грей
Сід Грей (англ. Cyd Gray, нар. 21 листопада 1973, Скарборо) — тринідадський футболіст, що грав на позиції захисника.
Виступав, зокрема, за клуби «Джо Паблік» та «Сан-Хуан Джаблоті», а також національну збірну Тринідаду і Тобаго.

## Клубна кар'єра
У дорослому футболі дебютував 1997 року виступами за команду клубу «Джо Паблік», в якій провів чотири сезони, вигравши в 1998 році національний чемпіонат.
Своєю грою за цю команду привернув увагу представників тренерського штабу клубу «Сан-Хуан Джаблоті», до складу якого приєднався 2001 року. Відіграв за тринідадську команду наступні дев'ять сезонів своєї ігрової кар'єри і за цей час ще тричі вигравав національний чемпіонат, а 2008 року недовго пограв у індійському «Пуне».
Згодом у 2009 році грав у складі «Юнайтед Петротрін», а завершив професійну ігрову кар'єру у клубі «Ма Пау», де виступав протягом 2010—2011 років.

## Виступи за збірну
2001 року дебютував в офіційних матчах у складі національної збірної Тринідаду і Тобаго. 
У складі збірної був учасником Золотого кубка КОНКАКАФ 2002 і 2005 років у США, втім на обох змаганнях його збірна не виходила з групи. Після цього поїхав зі збірною на перший в історії команди чемпіонат світу 2006 року у Німеччині, де зіграв у двох матчах, але тринідадці знову не вийшли з групи.
Протягом кар'єри у національній команді, яка тривала 8 років, провів у формі головної команди країни 59 матчів, забивши 1 гол.

## Досягнення
- Чемпіон Тринідаду і Тобаго: 1998, 2002, 2003, 2007
- Володар Кубка Тринідаду і Тобаго: 2005.